# 瓦曼坦加區
11°29′56″S 76°44′57″W / 11.4989°S 76.7491°W
瓦曼坦加區（西班牙語：Distrito de Huamantanga），是秘魯的一個區，位於該國中南部利馬大區的坎塔省，面積487.9平方公里，海拔高度3,392米，2005年人口1,076，人口密度每平方公里2.2人。